# Томь (приток Зеи)
Томь (в верховье Томская Россошина) — река в Амурской области России, левый приток реки Зеи.
На Томи расположен город Белогорск.

## Гидрография
Длина реки — 433 км, площадь водосборного бассейна — 16 000 км². Является 4-м по длине и 5-м по площади бассейна притоком Зеи.
Берёт начало в хребте Турана, в верховье имеет типичный горный характер. Русло порожистое. В среднем течении выходит на Зейско-Буреинскую равнину. Здесь Томь — равнинная река с разветвлённым руслом, сложенным легко размываемыми песчаными грунтами.
Питание преимущественно дождевое. Половодье с мая по октябрь. Замерзает в октябре — первой половине ноября, вскрывается во второй половине апреля — начале мая.
Мутность воды не более 20 г/м³. Минерализация воды 30-60 мг/л. Вода по химическому составу относится к гидрокарбонатному классу и кальциевой группе.

## Расход воды
Среднегодовой расход воды близ устья — 103 м³/с. Максимальный расход воды 5680 м³/с. Минимальный зимний расход воды 1,76 м³/с. Среднемноголетний расход воды в устье реки 90,8 м³/с, объём стока 2,866 км³/год.

## Данные водного реестра
По данным государственного водного реестра России относится к Амурскому бассейновому округу, речной бассейн реки Амур, речной подбассейн реки — Зея, водохозяйственный участок реки — Зея от впадения р. Селемджи до устья.
Код объекта в государственном водном реестре — 20030400412118100040326.

## Притоки
Объекты перечислены по порядку от устья к истоку.
- 24 км: водоток протока без названия
- 84 км: Серкина Речка
- 110 км: Чирга
- 133 км: Горбыль
- 161 км: Большой Кунгул
- 173 км: Кастерь
- 176 км: Пискуниха
- 198 км: Ташина
- 227 км: Каменушка
- 231 км: Песчанка
- 232 км: Алеун
- 256 км: Балабчиха
- 257 км: Малый Майкур
- 259 км: Епишкин
- 273 км: Большой Майкур
- 281 км: река без названия
- 304 км: Секта
- 313 км: Жагда
- 327 км: река без названия
- 376 км: река без названия
- 401 км: река без названия
- 405 км: Малая Томь